# Río Inhandava
El río Inhandava es un río brasileño del estado de Río Grande do Sul. Forma parte de la Cuenca del Plata, nace en el municipio de Ibirairas y con rumbo sur a norte se dirige hacia el río Uruguay donde desemboca, en el embalse formado por la represa de Machadinho. Antiguamente se lo conocía bajo el nombre de Forquilha.
- Datos: Q6115253